# Benzokaina
Benzokaina, anestezyna (łac. Benzocainum, Anaesthesinum) – organiczny związek chemiczny, ester kwasu p-aminobenzoesowego (PABA) i etanolu stosowany jako środek znieczulający o działaniu miejscowym. 

## Działanie
Gdy receptor bólowy jest stymulowany przez bodziec progowy, następuje otwarcie kanałów jonowych dla jonów Na+, które wnikają do neurolemmy zgodnie z gradientem elektrochemicznym. Powstaje potencjał czynnościowy, który podąża wzdłuż neurytów i który przez mózg interpretowany jest jako ból.
Estry kwasu p-aminobenzoesowego blokują kanały dla jonów Na+ uniemożliwiając powstanie potencjału czynnościowego w komórce nerwowej.

## Zastosowanie
Benzokaina, wraz z innymi estrami PABA, które wykazują podobne działanie anestetyczne (np. prokaina), jest składnikiem wielu preparatów łagodzących ból, stosowanych zewnętrznie w postaci maści, pudrów, żeli itp., a także wewnętrznie jako składnik tabletek lub aerozoli łagodzących ból gardła.